# سیل‌های دی‌ماه ۱۳۹۸ ایران
آبگرفتگی و سیل دیماه ۱۳۹۸ ایران مربوط به بارندگی‌های شدید ۱۹، ۲۰ و ۲۱ دی‌ماه ۱۳۹۸ بود که در چهار استان استان هرمزگان، فارس، سیستان و بلوچستان و خوزستان به وقوع پیوست. به گزارش هواشناسی جزیره قشم بارندگی در این جزیره رکورد بارش در کشور را شکست. در ۲۴ ساعت منتهی به سیلاب و آبگرفتگی در قشم، رقم ۱۰۱ و ۸ دهم میلی‌متر بارندگی ثبت شد.
به گزارش همشهری آنلاین از هلال احمر استان هرمزگان، از اواخر پنج شنبه ۱۹ دی تا اوایل شنبه ۲۱ دی ماه، ۷۰ عملیات امدادرسانی مربوط به سیلاب و آبگرفتگی در منازل مسکونی و معابر شهری انجام شده‌است. همچنین بسیاری از معابر بندرعباس در اثر بارندگی شدید دچار آب‌گرفتگی شدند و رفت و آمد شهروندان مختل شد. به گزارش تسنیم نبود شیب در خیابان‌ها علت اصلی آبگرفتگی است.
ادامه بارش‌ها موجب طغیان رودخانه‌های فصلی و جاری شدن سیلاب در استان سیستان و بلوچستان نیز شد. به گفته دبیرشورای هماهنگی مدیریت بحران و معاون عمرانی فرمانداری نیکشهر این سیلاب‌ها راه ارتباطی ۲۰۰ روستای بخش مرکزی و بخش بنت به مرکز شهرستان نیکشهر را قطع و همچنین به دلیل قطع خطوط تلفن نیز ارتباط با این مناطق قطع شده، رحیم‌بخش بلیده‌ای خواستار اعزام بالگرد به محل حادثه شد. وی همچنین گزارش داد که طی ۲۴ ساعت ۱۸۶ میلی‌متر بارش در روستای دستگرد ثبت شده‌است

## سیستان و بلوچستان
در پی موج بارش که از ۲۰ دی‌ماه ۱۳۹۸ ه‍.ش وارد استان سیستان و بلوچستان شد. ادارهٔ کل هواشناسی سیستان و بلوچستان روز چهارشنبه اخطاریهٔ جوی صادر کرد و نسبت به وقوع بارش‌های شدید و خیلی شدید در استان هشدار دارد. مردم بسیاری از مناطق جنوبی استان همچون زرآباد، قصرقند، دشتیاری، سرباز، کنارک، نیکشهر، خاش چابهار و غیره در بارش‌های سنگین باران و برف خسارت دیده‌اند. بیشترین خسارت به روستاها وارد شده‌است. به دلیل شدت سیل برخی مردم به بالای درختان پناه بردند.

### حملهٔ گاندوها
ادارهٔ کل حفاظت محیط‌زیست سیستان و بلوچستان در اطلاعیه‌ای اعلام کرده بود، با توجه به بارندگی‌های اخیر و سیلاب به وجود آمده در جنوب این استان احتمال خروج تمساح‌ پوزه‌کوتاه (گاندو) از برکه‌ها وجود دارد که مردم باید به شدت مراقب حملهٔ آن‌ها باشند. پس از انتشار اخبار کذب دربارهٔ حملهٔ گاندوها، مدیرکل حفاظت محیط‌زیست سیستان و بلوچستان گفت: در پی انتشار اخبار کذب و رعب آور مبنی بر یورش ۳۰۰ سر تمساح به مناطق سیل‌زده، به اطلاع مردم فهیم و صبور بلوچستان می‌رساند که تاکنون هیچگونه موردی مبنی بر رویت و یا حملهٔ تمساح به روستاییان و سیل‌زدگان مشاهده و گزارش نشده و تصاویر منتشر شده در فضای مجازی از آرشیو می‌باشد و اطلاعیهٔ شمارهٔ یک این اداره کل صرفاً به منظور پیشگیری از خطرات احتمالی صادر شده‌است.

### بسته شدن راه‌های ارتباطی
مسیر ارتباطی ۱۲۵ روستای دو شهرستان خاش و میرجاوه تاکنون در پی طغیان رودخانه‌های محلی و بارش برف در مناطق کوهستانی مسدود شده که در شهرستان خاش محدودهٔ کوهستانی تفتان برف عامل مسدود شدن محورها بوده و در میرجاوه سیلاب عامل اصلی بوده‌است.
از راه دسترسی مسدود شده ۸۹۰ روستا تاکنون ۵۰۰ راه دسترسی بازگشایی شده و همچنین برق ۸۷۳ روستا نیز قطع شده که هم اکنون برق ۴۷۳ روستا وصل شده‌است. شبکهٔ آب ۲۴۵ روستا نیز بر اثر سیل قطع شده که تنها شبکهٔ آب ۵۳ روستا تاکنون وصل شده‌است.

### خسارت‌ها
استان سیستان و بلوچستان بدلیل زیرساخت‌های ضعیفی که دارد خسارت ۳۳۲ میلیارد تومانی سیل به زیرساخت‌های شهری حدود ۲۴ شهرداری این استان وارد شده‌است. این میزان خسارت بر اساس برآوردهای اولیهٔ سیلاب اخیر است. سیلاب ۲۰ تا ۲۲ دی در بیشتر نقاط سیستان و بلوچستان خسارت جدی به بخش‌های زیربنایی، کشاورزی و واحدهای مسکونی شهری و روستایی استان وارد کرده‌است.

### کشته‌ها
- فوت دختر ۵ سالهٔ سراوانی بر اثر ریزش آوار: بر اثر ریزش آوار در کهک سراوان یک دختر بچه ۵ ساله جان باخت.[۲۰]
- یک فرد در رودخانهٔ سرباز غرق شد: جنازهٔ فرد غرق شده در رودخانهٔ سرباز توسط نجاتگران هلال احمر پیدا و تحویل نیروی انتظامی شد.[۲۱]

## علت بارش‌ها
رئیس مرکز ملی خشکسالی و مدیریت بحران سازمان هواشناسی دو عامل «تغییرپذیری آب و هوا» و «تغییرات اقلیمی» را علت تغییر الگوی بارش‌ها و بارش‌های شدید در جنوب کشور می‌داند.